# Топографічна зйомка
Топографічна зйомка (топографічне знімання) — сукупність робіт зі створення топографічних карт або планів місцевості за допомогою вимірювань відстаней, висот, кутів тощо за допомогою різних інструментів (наземна зйомка), а також отримання зображень земної поверхні з літальних апаратів (аерофотозйомка, космічна зйомка).
Наземні знімання бувають планові, висотні та комбіновані. Результатом планових знімань є топографічна карта, але без урахування рельєфу, тобто тільки ситуація (сукупність об'єктів місцевості). Висотне знімання відображає характеристики рельєфу. Комбіноване знімання є поєднанням висотного і планового.
Топографічне знімання, зокрема великих масштабів, є важливим видом геодезичних робіт. Потреби в ньому виникають у випадку створення чи оновлення топокарт, складання генпланів, робочих креслень, вирішення вертикального планування та проектування ландшафтного дизайну. На основі топографічного знімання можна побудувати цифрову модель місцевості.
Топографічні роботи відчутно полегшились з появою спеціальних геодезичних GPS приймачів, з'єднаних з комп'ютером і синхронізованих між собою за допомогою радіоканалу.

## Маршрутне знімання
Це окомірне топографічне знімання, яке виконують по заданому маршруту (напрямку), наприклад, по дорозі, і зображають на плані смуги місцевості уздовж цієї дороги.